# Гніздична (річка)
Гніздична — річка в Україні у Тернопільському районі Тернопільської області. Права притока річки Добринь (басейн Прип'яті).

## Опис
Довжина річки 5,91 км, найкоротша відстань між витоком і гирлом — 4,95  км, коефіцієнт звивистості річки — 1,19 . Формується декількома безіменними струмками та загатами.

## Розташування
Бере початок у селі Гніздичне. Тече переважно на північний захід і у селі Устичко впадає у річку Добринь, праву притоку Горині .

## Цікавий факт
- У XIX столітті у селі Свинюха (нині Устечко) на річці існував 1 водяний млин[3].